# Graye-et-Charnay
Graye-et-Charnay är en kommun i departementet Jura i regionen Bourgogne-Franche-Comté i östra Frankrike. Kommunen ligger i kantonen Saint-Amour som tillhör arrondissementet Lons-le-Saunier. År 2022 hade Graye-et-Charnay 136 invånare.

## Befolkningsutveckling
Antalet invånare i kommunen Graye-et-Charnay
Referens:INSEE